# Helen DeWitt
Helen DeWitt (Takoma Parc, Maryland, 1957) és un novel·lista estatunidenca que viu a Berlín. És l'autora de les novel·les El Setè Samurai (2000) i The Lightning Rods (2012), i en col·laboració amb el periodista australià Ilya Gridneff ha escrit El vostre Nom Aquí (publicat el 2008).

## Vida
Va créixer principalment a Llatinoamèrica (Mèxic, Brasil, Colòmbia i l'Equador), ja que els seus pares treballaven al Servei Diplomàtic dels Estats Units. Després d'un any a l'escola Northfield Mont Hermon i dos períodes curts a l'Smith College, va estudiar els clàssics a la Universitat d'Oxford, primer a Facultat Margaret Hall, i després va fer el doctorat al Brasenose College d'Oxford.

## Obra
Se la coneix principalment per la seva primera novel·la, L'últim samurai. Va tenir moltes feines diferents mentre intentava acabar el llibre. Durant aquest temps sembla que va intentar acabar diverses novel·les, abans d'acabar L'Últim samurai, el seu 50è manuscrit, l'any 1998. L'any 2005 va col·laborar amb Ingrid Kerma, una pintora de Londres, escrivint «límit5» per l'exposició «Blushing Brides».
L'any 2012, va publicar la seva segona novel·la, Rods, amb l'editorial independent de High Wycombe, Buckinghamshire And Other Stories amb bones crítiques.
Es va publicar un fragment d'una novel·la en fase de creació situada a Flin Flon, Manitoba al final d'una entrevista a Open Book: Ontario sobre la novel·la i relatant les dificultats de DeWitt per trobar algun editor que li publiqui.
La seva història curta «Climbers» que explora els ideals artístics i les realitats comercials de la vida d'escriptor es va publicar a la Harper's Magazine de novembre de 2014.

## Novel·les
- The Last Samurai (Nova York: Hyperion, 2000; ISBN 0-7868-6668-3)
- Lightning Rods (High Wycombe: And Other Stories, 2012; ISBN 978-1-908276-11-7)